# MPS Records
MPS Records, "Musik Produktion Schwarzwald", es una compañía discográfica alemana especializada en música jazz fundada en 1968 por Hans Georg Brunner-Schwer.

## Historia
La compañía se instaló en la localidad de Villingen, MPS fue fundada como sucesora del sello SABA record por los productores Hans Georg Brunner-Schwer, Joachim-Ernst Berendt, Willy Fruth y Achim Hebgen. Fue la primera discográfica alemana en producir exclusivamente jazz, incluyendo en sus publicaciones a artistas de Estados Unidos, Canadá, Europa y Japón. El sello publicó también material grabados en los festivales JazzFest Berlin, Donaueschingen Festival y el New Jazz Meeting Baden-Baden. Además de sus propias producciones, MPS también actuó como distribuidor para otras compañías.
Entre los artistas bajo contrato de MPS, destacan Oscar Peterson, Hans Koller, Horst Jankowski, George Duke, Erwin Lehn, Volker Kriegel, Albert Mangelsdorff, the Singers Unlimited, Wolfgang Dauner, Kenny Clarke/Francy Boland Big Band, Jean-Luc Ponty, Lee Konitz, Charlie Mariano, Alphonse Mouzon, Monty Alexander y Dave Pike.
El sello fue distribuido por BASF desde 1971 y desde 1974 por Metronome Music GmbH Hamburg. En 1983 Brunner-Schwer vendió sus derechos de distribución a Philips que los transfirió a Polydor. En 1993, el sello subsidiario de Polydor, Motor Music comenzó a publicar en formato CD. En 1999, Universal Music Group publicó reediciones de álbumes originales. En 2000, el sello Speakers Corner Records comenzó a reeditar álbumes de nuevo en vinilo.
Universal dio un giro al sello 2012, junto a Edel AG adquirió MPS en enero de 2014.